# Anya Taylor-Joy

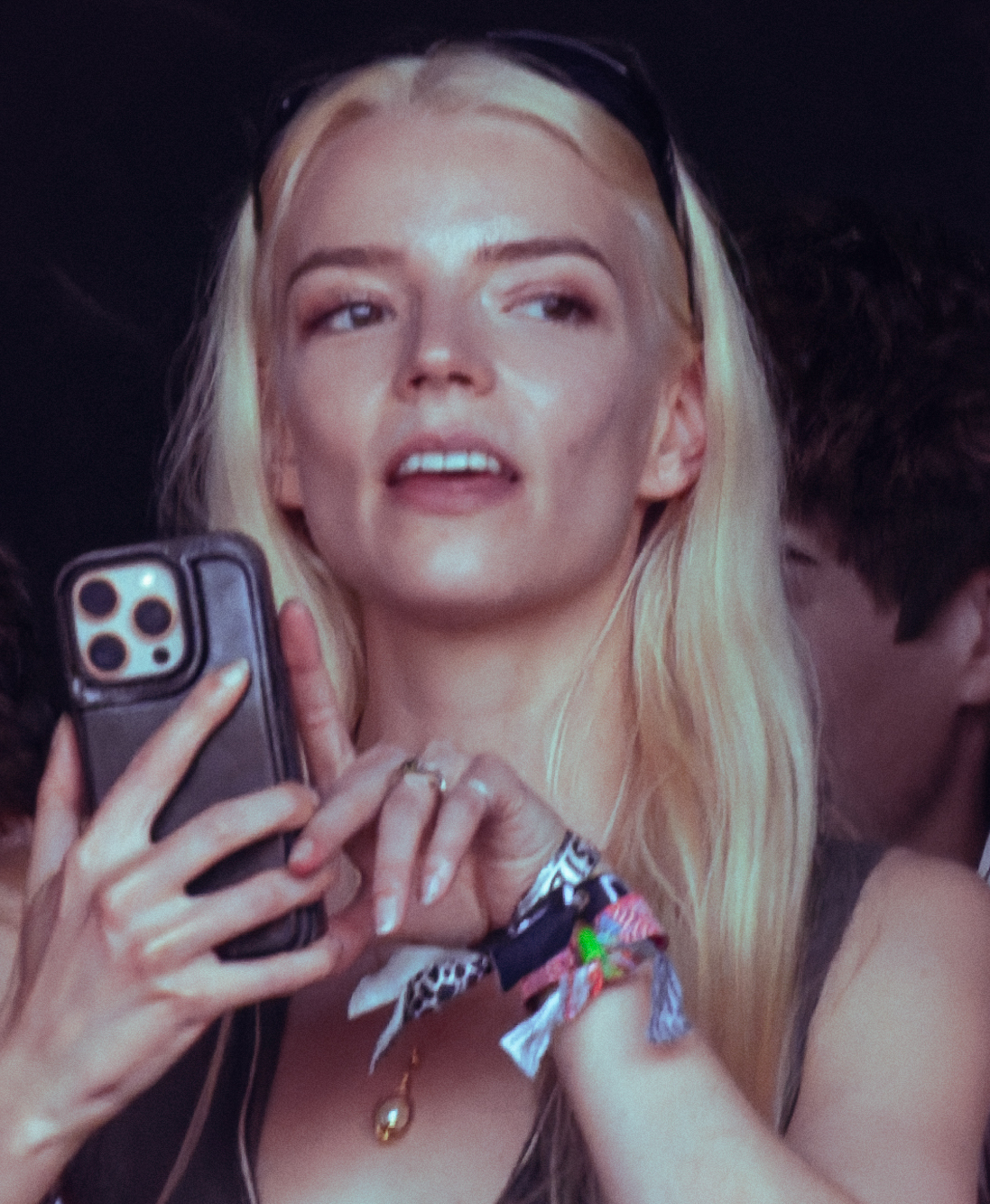
Anya Taylor-Joy (2025)

Anya Josephine Marie Taylor-Joy (* 16. April 1996 in Miami, Florida) ist eine argentinisch-britisch-amerikanische Schauspielerin.

## Leben
Taylor-Joy ist das jüngste von sechs Kindern. Sie wurde 1996 in Miami geboren. Ihre Mutter Jennifer Marina Joy ist Psychologin und spanisch-britischer Herkunft, ihr Vater ist ein ehemaliger Banker und schottisch-argentinischer Herkunft. In ihrer Kindheit und Jugend pendelte sie deshalb zwischen Argentinien und Großbritannien. Bevor Taylor-Joy ihre ersten Filmrollen bekleidete, war sie als Model tätig. Der internationale Durchbruch als Schauspielerin gelang ihr in ihrer Rolle als Thomasin in dem Horrorfilm The Witch (2015) unter der Regie von Robert Eggers.
Seitdem war sie in dem Fernsehfilm Viking Quest (2015), der Fernsehserie Atlantis (2015) und dem Kinofilm Das Morgan Projekt (2016) zu sehen. M. Night Shyamalan verpflichtete Taylor-Joy 2016 für den Psycho-Thriller Split, in dem sie an der Seite von James McAvoy eine Hauptrolle spielte. Auch für dessen Fortsetzung Glass, die 2019 in die Kinos kam, wurde sie verpflichtet.
2020 erschien Taylor-Joy als Titelheldin in der Jane-Austen-Verfilmung Emma der Regisseurin Autumn de Wilde, wobei sie im Film am Pianoforte das Menuett Trio in G Dur von Wolfgang Amadeus Mozart sowie das irische Volkslied The last Rose of Summer spielte und sang.
In der Netflix-Mini-Serie Das Damengambit übernahm sie die Hauptrolle, was ihr 2021 einen Golden Globe Award sowie einen Critics’ Choice Television Award einbrachte.
Im Jahr 2017 wurde Taylor-Joy im Rahmen der Filmfestspiele von Cannes mit der Trophée Chopard ausgezeichnet. Im Jahr 2022 wurde sie in die Academy of Motion Picture Arts and Sciences (AMPAS) berufen, die alljährlich die Oscars vergibt.

## Privatleben
Taylor-Joy begann 2021 eine Beziehung mit dem amerikanischen Musiker Malcolm McRae, dem Frontmann der Rockband More. Sie heirateten in einer privaten Zeremonie am 1. April 2022 in New Orleans. Sie hielten am letzten Septemberwochenende 2023 eine zweite Zeremonie im Palazzo Pisani Moretta in Venedig, Italien, ab.

## Filmografie
- 2014: Der junge Inspektor Morse (Endeavour, Fernsehserie, Folge 2x02)
- 2015: The Viking – Der letzte Drachentöter (Viking Quest, Fernsehfilm)
- 2015: The Witch
- 2015: Atlantis (Fernsehserie, 5 Folgen)
- 2016: Das Morgan Projekt (Morgan)
- 2016: Barry
- 2016: Split
- 2017: Vollblüter (Thoroughbreds)
- 2017: Das Geheimnis von Marrowbone (Marrowbone)
- 2017: The Miniaturist (Miniserie, 3 Folgen)
- 2019: Glass
- 2019: Playmobil – Der Film (Playmobil: The Movie)
- 2019: Marie Curie – Elemente des Lebens (Radioactive)
- 2019–2022: Peaky Blinders – Gangs of Birmingham (Peaky Blinders, Fernsehserie, 11 Folgen)
- 2019: Der dunkle Kristall: Ära des Widerstands (The Dark Crystal: Age of Resistance, Fernsehserie, 10 Folgen, Stimme von Brea)
- 2020: Emma
- 2020: Here Are the Young Men
- 2020: The New Mutants
- 2020: Das Damengambit (The Queen’s Gambit, Miniserie, 7 Folgen)
- 2021: Last Night in Soho
- 2022: The Northman
- 2022: The Menu
- 2022: Amsterdam
- 2023: Der Super Mario Bros. Film (The Super Mario Bros. Movie, Stimme von Prinzessin Peach)
- 2024: Dune: Part Two
- 2024: Furiosa: A Mad Max Saga
- 2025: The Gorge

## Auszeichnungen (Auswahl)
British Academy Film Award
- 2017: Nominierung für den Rising Star Award[8]

Critics’ Choice Television Awards 2021
- 2021: Beste Hauptdarstellerin in einem Fernsehfilm oder einer Miniserie[9]

Emmy
- 2021: Nominierung als Beste Hauptdarstellerin – Miniserie oder Fernsehfilm für Das Damengambit

Golden Globe Award
- 2021: Beste Hauptdarstellerin – Miniserie oder Fernsehfilm für Das Damengambit
- 2021: Nominierung als Beste Hauptdarstellerin – Komödie oder Musical für Emma
- 2023: Nominierung als Beste Hauptdarstellerin – Komödie oder Musical für The Menu[10]

Gotham Award
- 2016: Beste Nachwuchsdarstellerin für The Witch
- 2021: Nominierung als Beste Darstellerin in einer neuen Serie (Das Damengambit)[11]

Hollywood Music in Media Award
- 2021: Nominierung als Bester Song – Onscreen Performance („Downtown“ in Last Night in Soho)[12]

London Critics’ Circle Film Award
- 2017: Nominierung als beste britische Nachwuchsdarstellerin für Das Morgan Projekt, The Witch und Split[13]

Screen Actors Guild Award
- 2021: Nominierung als beste Darstellerin in einem Fernsehfilm oder Miniserie für Das Damengambit[14]